# Państwowa Komisja Planowania NRD

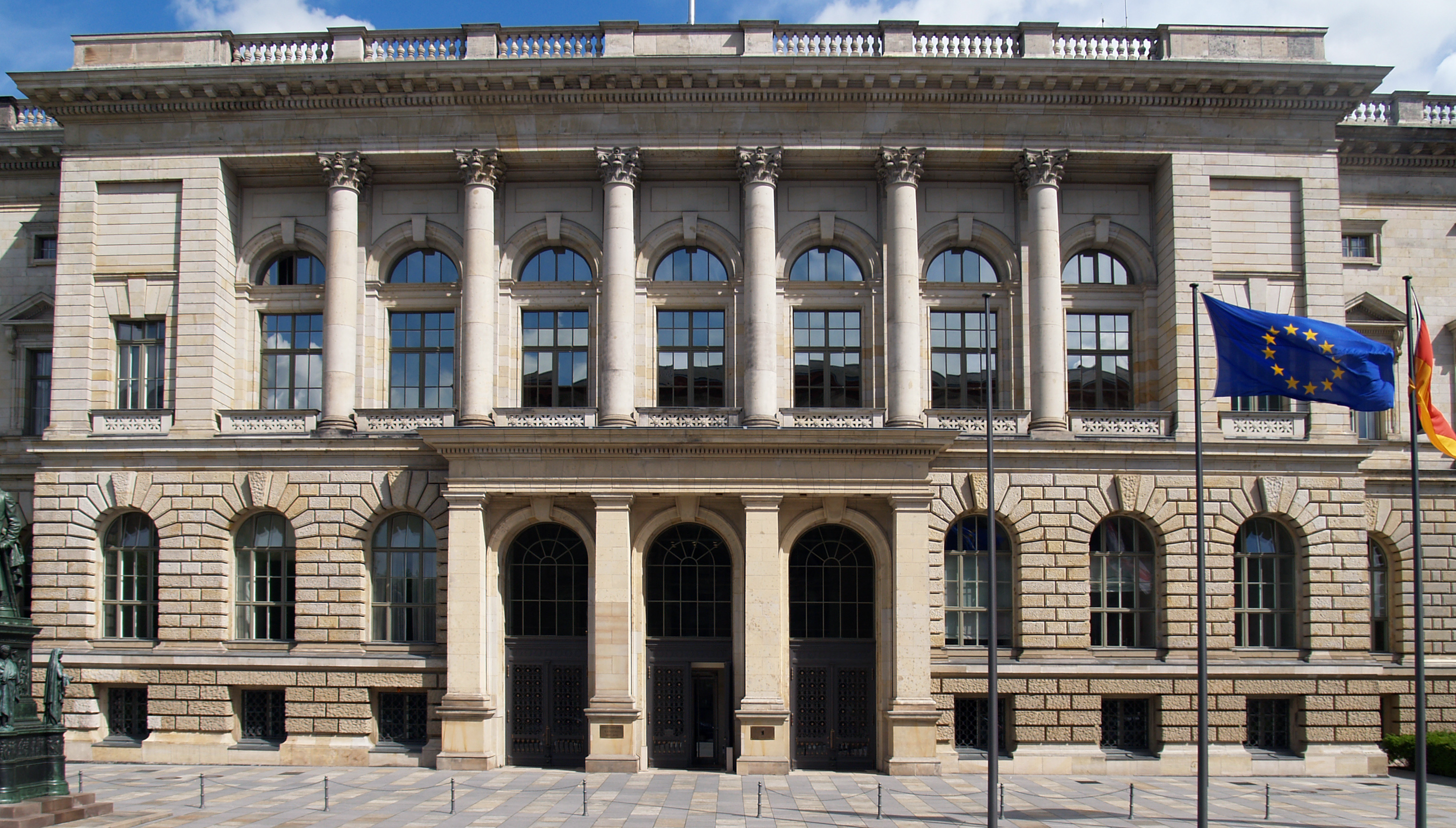
Siedziba Komisji Planowania w budynku b. Pruskiego Landtagu w Berlinie, następnie ówczesnej Rady Ministrów NRD przy Leipziger Straße i Niederkirchnerstraße, I siedzibie Komisji (1950-)

Państwowa Komisja Planowania NRD (Staatliche Plankommission) – centralny organ Rady Ministrów NRD w zakresie ogólnego planowania i rozwoju gospodarki narodowej oraz kontroli realizacji zaplanowanych zadań. Komisja była odpowiedzialna w gospodarce centralnie zarządzanej NRD za koordynację, przygotowanie i kontrolę średnioterminowych planów długoterminowych (plan pięcioletni) oraz rocznych krajowych planów gospodarczych.

## Organizacja i uprawnienia
Państwowa Komisja Planowania powstała w 1950 na bazie wcześniejszego Ministerstwa Planowania (Ministerium für Planung). Podległe jej były terenowe komisje planowania. Przedsiębiorstwa państwowe (VEB) lub rolnicze spółdzielnie produkcyjne (LPG) musiały bronić swoich planów przed komisją. Kontrola realizacji planu była przeprowadzana równolegle na wszystkich poziomach przez organy partyjne SED, które były upoważnione do wydawania instrukcji kierownictwom wszystkich szczebli.
Roczny plan gospodarczy przyjęty przez Izbę Ludową (Volkskammer) miał moc prawną. Udowodnione naruszenia dyscypliny przez dyrektorów przedsiębiorstw groziły nakładaniem sankcji przez organy sądowe, oraz natychmiastowym zwolnieniem. Ponieważ prawie wszyscy przedstawiciele kadry kierowniczej byli jednocześnie członkami SED, często skutkiem była wszczynanie partyjnych postępowań dyscyplinarnych, co mogło prowadzić do wykluczenia z partii i zakończenia kariery zawodowej.
Na poziomie międzyrządowym komisja koordynowała plany NRD współpracy gospodarczej z krajami RWPG i zawierała umowy rządowe w kontekście socjalistycznej integracji ekonomicznej.
W „Państwowym Planie Naukowo-Technicznym” („Staatsplan Wissenschaft und Technik“) zdefiniowano szczególnie ważne „projekty planu państwowego” (produkty lub usługi) o znaczeniu makroekonomicznym, planowane centralnie przez Ministerstwo Nauki i Technologii (Ministerium für Wissenschaft und Technik). Przyznano środki o wysokim priorytecie na zasoby materialne i finansowe. Dotyczyło to również projektów wojskowych na rzecz obrony narodowej (najwyższy priorytet), za które odpowiedzialne były trzy ministerstwa organów siłowych (obrona, sprawy wewnętrzne, bezpieczeństwo państwa).
Po zjednoczeniu w styczniu 1990 komisja została na krótko zastąpiona przez Komitet Ekonomiczny Rady Ministrów (Wirtschaftskomitee des Ministerrats) którego szefem był Karl Grünheid. Następcą Komitetu Ekonomicznego było Ministerstwo Gospodarki (Ministerium für Wirtschaft) (od kwietnia do października 1990).

## Siedziba
Początkowo Komisję Planowania umieszczono w budynku z 1898, ówczesnej siedzibie Rady Ministrów NRD, wcześniej m.in. zajmowanym przez b. Pruski Landtag (Preußischer Landtag) przy Leipziger Straße i Niederkirchnerstraße (1950-1961). Później większość komórek organizacyjnych komisji przeniesiono do leżącego po sąsiedzku kompleksu budynków z 1935 r. b. Ministerstwa Lotnictwa Rzeszy (Reichsluftfahrtministeriums) przy Wilhelmstraße 97 / Leipziger Straße 5–7. W latach 1947–1949 obiekt ten zajmowała Niemiecka Komisja Gospodarcza (Deutsche Wirtschaftskommission – DWK, Немецкая/Германская экономическая комиссия). Wraz z Państwową Komisją Planowania NRD (Staatliche Plankommission) kompleks zajmowało też 9 resortów gospodarczych NRD (1986–1989), Urząd Powierniczy (Treuhandanstalt) (1990-), obecnie Federalne Ministerstwo Finansów (Bundesministerium der Finanzen).

## Przewodniczący
Byli członkami Rady Ministrów w randze ministra, członkami Komitetu Centralnego SED oraz zwykle członkami lub zastępcami członków Biura Politycznego Komitetu Centralnego SED.
- 1950–1952 – Heinrich Rau
- 1952-1961 – Bruno Leuschner
- 1961−1963 – Karl Mewis
- 1963-1965 – Erich Apel
- 1965-1989 – Gerhard Schürer